# 十年紀
十年紀（じゅうねんき）は、英語の「decade」（デケイド、ディケイド）やラテン語の「decennium」（デケニウム、ディセニウム）の訳語で、紀年を10年単位で区切ったもの。紀年単位の一つ。

## 概説
西暦における十年紀の区切り方については、世紀や千年紀の区切り方に関する概念と同様である。西暦には0年が存在せず1年よりカウントが始まるため、本来は西暦の下一桁が1 - 0の10年間を一つの区切りとする。しかし、–0年代という表現の場合は西暦の下一桁が0 - 9の10年間で区切るのが一般的である。例えば、2000年代（英語では2000s）といった場合、一般的には2000年から2009年までの10年間を指すが、上述のように西暦を定義通りに区切ると、2001年から2010年までの10年間が一つの括り（十年紀）となる。
そういった違いを認識した上で時代区分が行われていても、受け手の捉え方の違いから欧米などの日本国外ではしばしば混乱を招いている。しかし、日本国内では世紀は一般的であっても、十年紀で西暦を区切る用法は一般的ではなく、10年で時代を区切るのは–0年代での用法となることが多いため、そういった混乱を招くのは希である。また、固有名詞としては...の十年、旬年と訳されることが多い（例:国際防災の十年、国際防災旬年）。
| 年                                   | 1年            | 2年            | 3年            | ...            | 9年            | 10年           | 11年           | 12年           | ...            | 19年           | 20年           | ... | 2000年   | 2001年          | 2002年          | ...             | 2009年          | 2010年          |
| 一般的となった区切り方               | 0年代          | 0年代          | 0年代          | 0年代          | 0年代          | 10年代         | 10年代         | 10年代         | 10年代         | 10年代         | ...            | ... | 2000年代 | 2000年代        | 2000年代        | 2000年代        | 2000年代        | ...             |
| "decade"の原義による区切り方（仮訳） | 1世紀第1十年紀 | 1世紀第1十年紀 | 1世紀第1十年紀 | 1世紀第1十年紀 | 1世紀第1十年紀 | 1世紀第1十年紀 | 1世紀第2十年紀 | 1世紀第2十年紀 | 1世紀第2十年紀 | 1世紀第2十年紀 | 1世紀第2十年紀 | ... | ...      | 21世紀第1十年紀 | 21世紀第1十年紀 | 21世紀第1十年紀 | 21世紀第1十年紀 | 21世紀第1十年紀 |

紀年単位としての用法以外では、ミュージシャンや歌手、バンドなどのデビューや結成10周年を記念したアルバムや作品集などのタイトルに、十年紀の英語表現である“decade”（デケイド、ディケイド）が使われることも多い。
ちなみに、十年紀の半分の5年間（=五年紀）については英語で“lustrum”（ラストラム、古代ローマで5年ごとに実施されていた国勢調査の期間〈=5年間〉に由来）という表現がある。